# I. Lajos Fülöp francia király
Orléans-i Lajos Fülöp (Louis-Philippe d’Orléans) (Párizs, 1773. október 6. – Claremont, Surrey grófság, Anglia, 1850. augusztus 26.), Chartres grófja, a Bourbon-ház orléans-i ágából származó francia királyi herceg, „Egyenlőség Fülöp” („Philippe-Égalité”) herceg  (1747–1793) fia, 1773–1785-ig Valois hercege, 1785–1793-ig Chartres hercege, 1793–1830-ig III. Lajos Fülöp néven Orléans hercege. Az 1830. júliusi forradalom során Franciaország régense (lieutenant-général), majd 1830 augusztusától 1848 februárjáig I. Lajos Fülöp néven „a franciák királya”, (Louis-Philippe Ier, Roi des Français), közismert melléknevén „Polgárkirály” („le roi bourgeois”, majd „le roi citoyen”), valamint Andorra társhercege (coprince). Az 1848. februári forradalom nyomán lemondott, ezután angliai száműzetésben élt Neuilly grófja néven.

## Élete

### Származása, ifjúkora
Orléans-i Lajos Fülöp herceg a párizsi Palais-Royalban született 1773. október 6-án. Édesapja a Bourbon-ház orléans-i ágából való Louis Philippe Joseph d’Orléans (1747–1793) volt, Louis Philippe d’Orléans hercegnek (1725–1785) és Louise Henriette de Bourbon–Conti hercegnőnek (1726–1759) fia. Apja a francia forradalom során felvette a polgári „Egyenlőség Fülöp” („Philippe Égalité”) nevet, ennek ellenére a jakobinusok 1793. november 6-án Párizsban halálra ítélték és nyaktiló alá küldték.
Édesanyja a Bourbon-ház Condé-ágából való Louise Marie Adélaïde penthièvre-i hercegnő (1753–1821) volt, Louis Jean Marie de Bourbon hercegnek (1725–1793) és Marie Victoire Sophie de Noailles-nak (1688–1766), Gondrin márkinőjének leánya, XIV. Lajos francia királynak (a Napkirálynak) és szeretőjének, Françoise Athénaïs de Rochechouart-nak (Madame de Montespan márkinénak) dédunokája. Hat testvérből csak négyen érték meg a felnőttkort. Mint az uralkodó királyi család tagjai, valamennyien viselhették a királyi vérből való hercegi/hercegnői címet (prince/princesse du sang).
1. Egy halva született fiú (*/† 1771).
2. Louis-Philippe (1773–1850), Chartres hercege, 1830-tól I. Lajos Fülöp néven a franciák királya.
3. Louis Antoine Philippe d’Orléans (1775–1807), Montpensier hercege.
4. Louise Marie Adélaïde Eugénie d’Orléans (1777–1847), Chartres kisasszonya (Mademoiselle de Chartres), nem ment férjhez, bátyjának bizalmas tanácsadója maradt.
5. Egy leány, Adélaïde hercegnő ikerhúga (1777–1782), Orléans kisasszonya, kisgyermekként meghalt.
6. Louis Charles d’Orléans (1779–1808), Beaujolais grófja, aki 1792-től felvette az Alphonse Léodgard keresztneveket.

Apjának, Orléans hercegének különféle, házasságon kívüli kapcsolataiból Lajos Fülöpnek két féltestvére is volt:
- Victor Leclerc de Buffon (1792–1812), akit St.Paul lovagnak (chevalier de St.Paul) is neveztek, és aki Marguerite Françoise Bouvier de la Mothe de Cépoy-től, Buffon bárónőjétől (1767–1808), az idősebb Lajos Fülöp orléans-i herceg hivatalos szeretőjétől (maîtresse en titre) született.
- Pamela Brûlart de Sillery (1777–1831), akinek anyja Stéphanie Félicité du Crest de Saint-Aubin, Genlis grófnéja (1746–1830) volt, a kor jó nevű irodalmára.

Különféle udvari intrikák eredményeképpen a testvérek nevelését apjának szeretőjére, Genlis grófnéra bízták, aki komoly pedagógiai érzékkel rendelkezett. A gyermekekben erős személyes kötődést fejlesztett ki saját maga iránt, a gyermekek jobban ragaszkodtak hozzá, mint saját édesanyjukhoz.

### Ifjúkora, tanulmányai
A Bourbon-ház idősebb és ifjabb („orléans-i”) ágának közös őse XIII. Lajos volt. Az idősebb ágból kerültek ki az ancien régime utolsó uralkodói. A Bourbon-ház kihalása esetén a trónöröklés az orléans-i ágra szállt, ennek megfelelően az idősebb ág tagjai bizalmatlanságot tápláltak az orléans-i ág tagjának politikai szándékait illetően. Az orléans-i ág el is hagyta az udvart, tagjai a felvilágosodás eszméit tették magukévá, elmélyültek az irodalomban és a tudományokban.
Lajos Fülöp herceget 1782-től kezdve testvéreihez hasonlóan apjának szeretője, Genlis grófné nevelte. A grófné beleoltotta a fiúba a liberális gondolkodás iránti vonzalmat. Voltaire munkássága hatással volt Lajos Fülöp katolicizmusára is. Amikor nagyapja, a legidősebb Louis Philippe d’Orléans herceg (1725–1785) elhunyt, apja örökölte Orléans hercegének címet, Lajos Fülöp pedig apjának címét kapta meg, Chartres hercege lett.
1788-ban a francia forradalom kitörésének küszöbén, az ifjú Lajos Fülöp herceg többször kimutatta liberális nézeteit. Egy alkalommal, amikor Genlis grófné társaságban meglátogatta a Mont-Saint-Michelt, látványosan megrongálta egy börtöncella ajtaját. 1788 végétől 1789 októberéig az Orléans-család lakóhelye, a párizsi Palais-Royal a forradalmárok találkozóhelye volt.

### A forradalom katonája, majd dezertőre
Az 1789-es francia forradalom során Lajos Fülöp királyi herceg, Chartres hercege apjához hasonlóan a forradalmi eszmék híve lett. Apja, Louis Philippe Joseph d’Orléans az 1789-es rendi gyűlésben a harmadik rendhez csatlakozott, és felvette a polgári „Egyenlőség Fülöp” (Philippe Égalité) nevet. Magát Lajos Fülöp herceget országszerte „Chartres polgártárs” (citoyen Chartres) vagy az „ifjabb Égalité” (Égalité fils) néven emlegették. Belépett a köztársaság Északi Hadseregébe, tábornoki (lieutenant général) rangban részt vett az első koalíciós háborúban, harcolt Valmynál, Jemappes-nál és Neerwindennél.
A forradalom radikalizálódásával azonban félresiklott az élete. A neerwindeni csatavesztés nyomán 1793 áprilisában parancsnoka, Dumouriez tábornok ellen vizsgálat indult. A tábornok Ausztriába szökött. Lajos Fülöp vele együtt dezertált. Szökésük hazaárulással ért fel. Apja, Philippe Égalité a Nemzeti Konventben árulónak bélyegezte tulajdon fiát és példás megbüntetését kérte. A girondisták ennek nyomán letartóztatták és börtönbe vetették Lajos Fülöp testvéreit. Szabadulásuk után külföldre menekültek. Lajos Fülöpnek két öccse is fiatalon, emigrációban hunyt el: Antoine, Montpensier hercege 1807-ben Angliában 34 évesen, Louis Charles, Beaujolais grófja 1808-ban Máltán, 29 évesen halt meg. Mindkettőjüket tuberkulózis vitte el, amit a francia forradalom börtönében szereztek.
Néhány hónappal később, 1793 novemberében Lajos Fülöp apját, „Egyenlőség Fülöpöt” is elérte végzete: őt már a jakobinusok végezték ki a girondistákkal való együttműködés vádjával.

### Száműzetésben

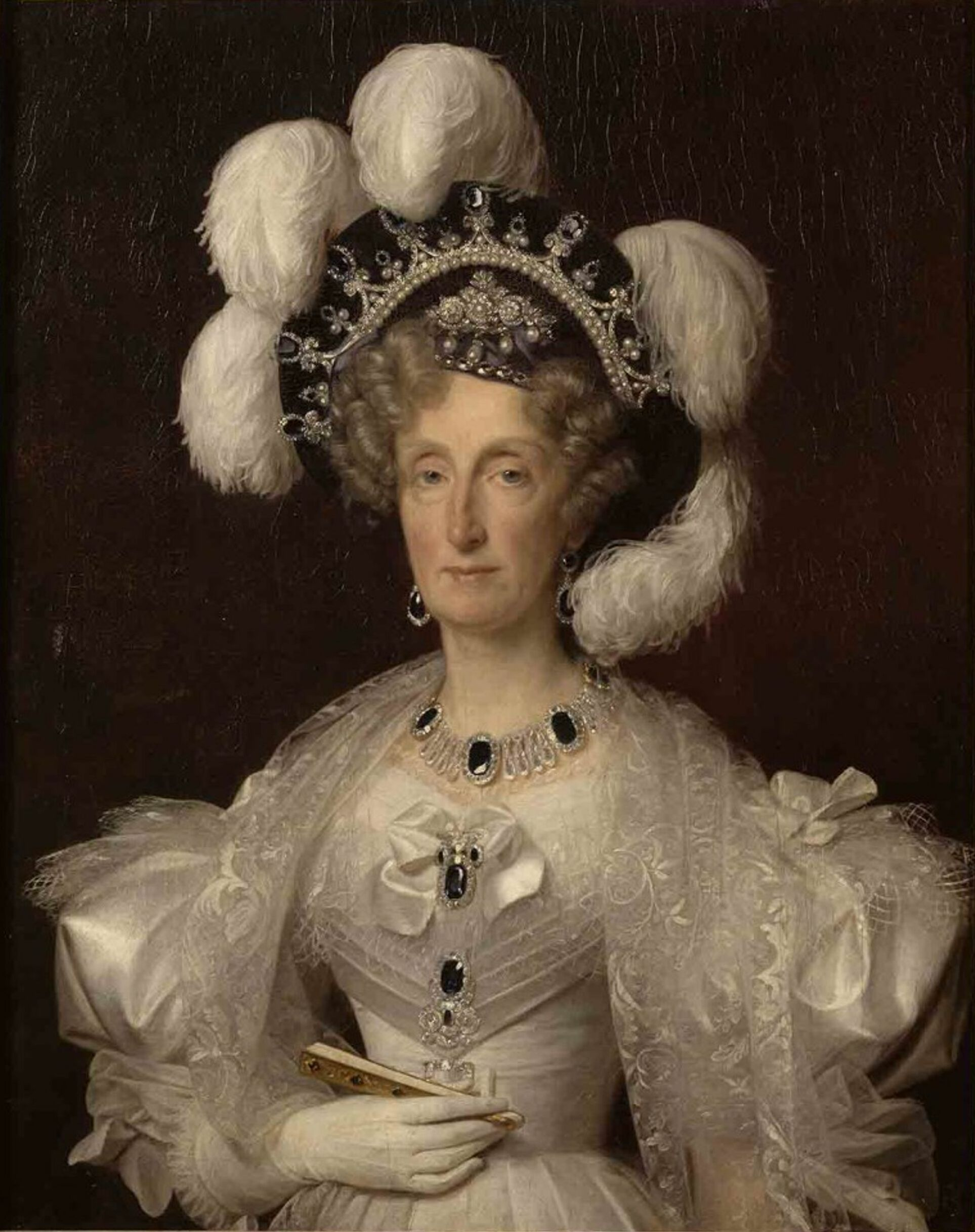
Mária Amália francia királyné (Louis Hersent festménye, 1830, Chantilly, Condé-kastély.)

A forradalmat követő években Lajos Fülöp külföldön bolyongott, főleg Angliában tartózkodott. Az Egyesült Államokba is eljutott, négy éven át élt Philadelphiában. Bonaparte tábornok hatalomra jutása után sem térhetett haza, a Császárság évei alatt is külföldön kellett maradnia. Angliai tartózkodása során 1804-ben eljegyezte Erzsébet brit királyi hercegnőt (1770–1840), III. György király leányát, de a házasság terve meghiúsult.
1808-ban, a spanyol trónviszályt kihasználva a brit kormány Lipót nápoly–szicíliai királyi herceget, a Bourbon-házi spanyol király másodszülött fiát a latin-amerikai spanyol gyarmatokra akarta juttatni, hogy ott a herceg a nápolyi Bourbonok nevében puccsszerűen foglalja a spanyol királyi trónt. Mivel Lipót herceg ekkor még nem volt nagykorú, a britek Lajos Fülöp herceget adták mellé. Gibraltárban tervezték őket hajóra tenni, közben azonban Spanyolországban kitört a francia megszállók elleni aranjuezi felkelés, ennek során Lipót herceg apját, IV. Ferdinánd nápolyi királyt kiáltották ki spanyol királlyá. A brit hatóságok leállították a tervezett puccsot, a Dél-Amerikába készülő Lipótot és Lajos Fülöpöt őrizet alatt visszavitték Palermóba. Lajos Fülöp itt ismerkedett meg Lipót herceg nővérével, Mária Amália Terézia hercegnővel.

### Házassága, gyermekei
1809. november 25-én Orléans-i Lajos Fülöp, Chartres hercege Palermóban feleségül vette a Bourbon-házból való Mária Amália Terézia nápoly–szicíliai királyi hercegnőt (1782–1866), IV. Ferdinánd nápolyi király (1751–1825) (a későbbi I. Ferdinánd nápoly–szicíliai király) és Mária Karolina Lujza főhercegnő (1752–1814) leányát. A feleség apai ágról III. Károly spanyol király, anyai ágról I. Ferenc német-római császár német–római császár (1708–1765) és Mária Terézia császárné (1717–1780) unokája volt.
Mária Amália hercegnő anyja a kivégzett Marie Antoinette francia királyné nővére volt, így Mária Amália XVI. Lajos király unokahúga volt, de emellett unokatestvére volt a bebörtönzött XVII. Lajos királynak és Mária Lujza francia császárnénak, I. Napóleon császár második feleségének is.
Tíz gyermekük született, akik valamennyien a királyi vérből való herceg(nő)i (princ(ess)e du sang) címet viselték, majd 1830-tól, Lajos Fülöp trónra lépésétől francia királyi herceg(nő)i (prince royal, princesse royale) címet is felvehették:
1. Ferdinand Philippe d’Orléans (1810–1842), Chartres hercege, 1830-tól trónörökös, Orléans hercege (duc d’Orléans), aki 1837-ben Helene Luise Elisabeth zu Mecklenburg-Schwerin német hercegnőt (1814–1858) vette feleségül. Kocsibalesetben veszítette életét.
2. Louise-Marie Thérèse d’Orléans (1812–1850), aki I. Lipót belga király felesége, 1832-től Belgium első királynéja lett.
3. Marie Christine Caroline d’Orléans (1813–1839), jónevű szobrász, 1837-től Alexander Friedrich Wilhelm von Württemberg herceg (1804–1881) felesége.
4. Louis Charles Philippe Raphael d’Orléans (1814–1896), Nemours hercege, aki 1840-ben a Szász–Coburg–Gothai-házból származó Viktoria Franziska Antonia von Sachsen–Coburg–Saalfeld–Koháry (1822–1857) német hercegnőt, csábrághi és szitnyai Koháry Mária Antónia Gabriella (1797–1862) hercegnő legifjabb leányát vette feleségül.
5. Françoise Louise Caroline d’Orléans (1816–1818), királyi hercegnő (princesse de France), kisgyermekként meghalt.
6. Marie Clémentine Caroline Léopoldine Clotilde d’Orléans (1817–1907), királyi hercegnő (princesse de France), 1830-tól Clémentine d’Orléans, aki 1843-ban a Szász–Coburg–Gothai-házból való August Ludwig Viktor von Sachsen–Coburg–Saalfeld–Koháry német herceghez (1818–1881), csábrághi és szitnyai Koháry Mária Antónia Gabriella (1797–1862) hercegnő második fiához ment feleségül.
7. François Ferdinand d’Orléans (1818–1900) tengernagy, Joinville hercege, aki 1843-ban a Bragança-házból való Franciska Karolina brazil császári hercegnőt (1824–1898), I. Péter brazil császár leányát vette feleségül.
8. Charles Ferdinand Philippe Emmanuel d’Orléans (1820–1828), Penthièvre hercege, gyermekként meghalt.
9. Henri Eugène Philippe Louis d’Orléans (1822–1897), Aumale hercege, tábornok és neves műgyűjtő, aki 1844-ben unokanővérét, a Bourbon-házból való Mária Karolina Auguszta nápoly–szicíliai királyi hercegnőt (1822–1869), Lipót János József salernói herceg (1790–1851) és Habsburg–Lotaringiai Mária Klementina főhercegnő (1798–1881) leányát, I. Ferenc császár unokáját vette feleségül.
10. Antoine Marie Philippe Louis d’Orléans (1824–1890), Montpensier hercege, aki 1846-ban a Bourbon-házból való Lujza Fernanda spanyol infánsnőt (1832–1897), VII. Ferdinánd spanyol király leányát vette feleségül.

### A Bourbon-restauráció idején
1814-ben, I. Napóleon császár lemondása után Lajos Fülöp herceg visszatért Franciaországba. Visszakapta orléans-i hercegi címét és lakóhelyét, a párizsi Palais-Royalt is. Napóleon visszatérésekor ismét elmenekültek. Mária Amália hercegné négy kisebb gyermekével Angliába utazott. London közelében, a twickenhami Orleans House-ban éltek, 1817-ben tértek haza, és Neuillybe költöztek. 1828-ig a család nyugodtabb életet élhetett, bár a mélyen vallásos, konzervatív és ultra-royalista Mária Amália Terézia hercegné világnézete ellentétben állt férjének liberális nézeteivel. Lajos Fülöp liberális gondolkodása gyanakvást keltett az ugyancsak ultrakonzervatív X. Károly királyban és tanácsadóiban.
A Bourbon-restauráció évei alatt, XVIII. Lajos és X. Károly francia király uralkodása alatt Lajos Fülöp herceg növekvő népszerűséget élvezett a feltörekvő új osztály, a nagy- és középpolgárság körében. Lajos Fülöp a royalizmus mérsékelt változatát képviselte, de nem tagadta a francia forradalom modern polgári vívmányait sem. Mindig gondosan ügyelt arra, hogy szerényen és a polgári normák szerint viselkedjék. Gyermekeit a párizsi IV. Henrik gimnáziumba küldte. 1824-ben, XVIII. Lajos király halála után X. Károly megadta neki a „királyi fenség” megszólítás jogát. Károly jóvoltából Lajos Fülöp herceg lett az emigránsok vagyoni kárpótlásáról szóló, nagy felháborodást keltő 1825-ös törvény egyik legnagyobb kedvezményezettje.

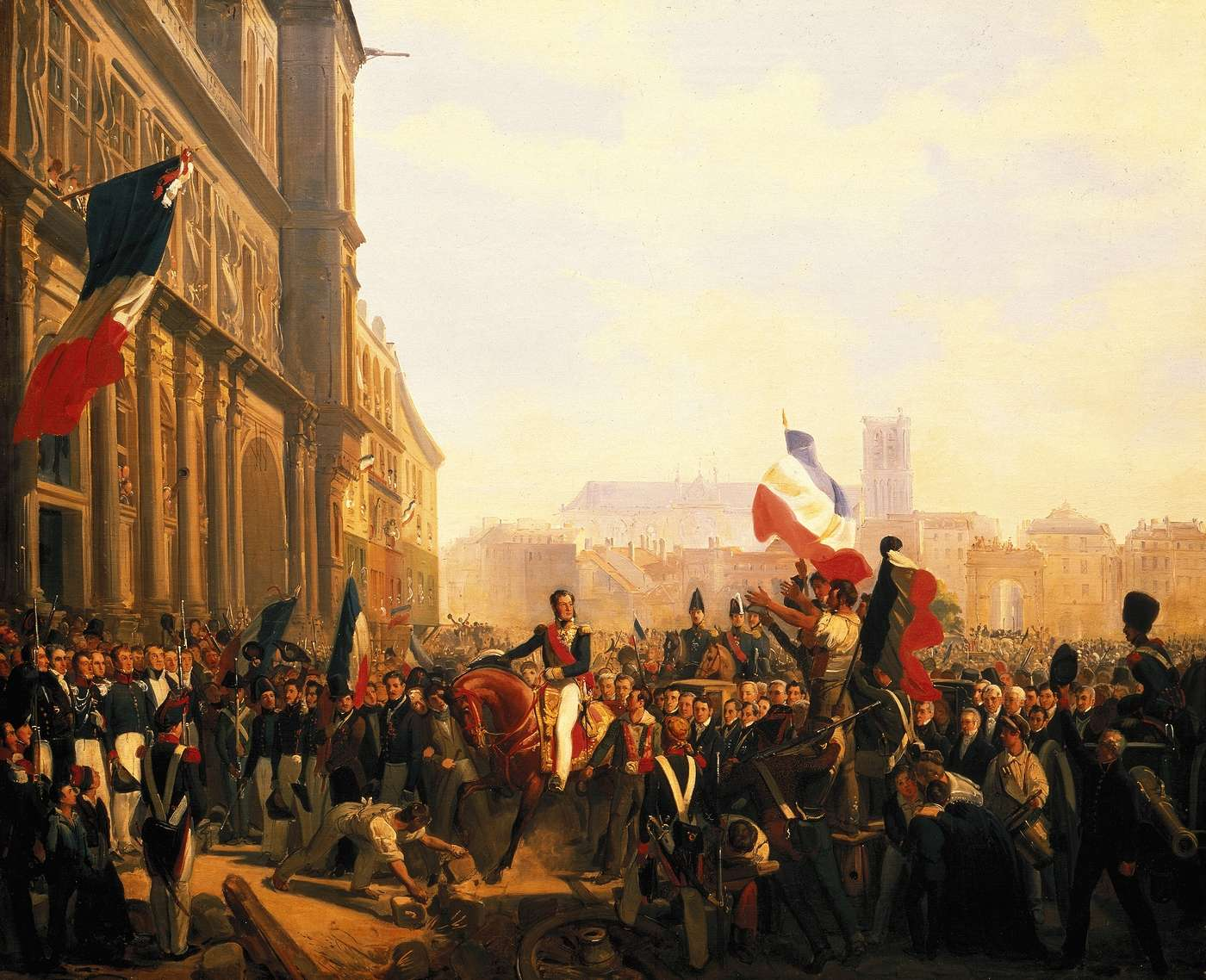
Lajos Fülöp herceg, a királyság régense (lieutenant-général du royaume) megérkezik a párizsi Városházára, 1830. július 31-én.

### Az 1830. júliusi forradalom
1830. július 25-én X. Károly királyi rendelettel feloszlatta a Képviselőházat (Chambre des députés), ez tömeges megmozdulásokat és republikánus forrongást idézett elő Párizsban. Barrikádharcok törtek ki. A forradalom megdöntötte X. Károly uralmát, a király elmenekült a városból. Július 29-én fiának, Lajos dauphinnek (Louis de France, 1775–1844) ellenjegyzése mellett – lemondott a trónról unokájának, a kiskorú Henriknek, Bordeaux hercegének (1820–1883) javára. A leköszönő király július 31-én Orléans-i Lajos Fülöp herceget nevezte ki a Francia Királyság régensévé (lieutenant-général du royaume), és megbízta a hatalom átruházásának végrehajtásával.
A Képviselőházban (Chambre des Députés) többségben lévő liberális monarchista képviselők elfojtották a republikánus felkelést. több napig tartó tárgyalások során megegyeztek az alkotmányos monarchia fenntartásában, de a Bourbon-ház helyett az Orléans-házat nyilvánították a királyi hatalom legitim folytatójának. Lajos Fülöp herceget 1830. augusztus 1-jén királlyá kiáltották ki, de nem koronázták meg. Augusztus 9-én a francia nemzetgyűlés is megerősítette az uralkodóváltozást.
Az új királyi cím, „a franciák királya” („roi des Français”), szemben az ancien régime-ben  használatos „Franciaország és Navarra királya” („roi de France et de Navarre”) cím helyett az új uralkodó néphez való kötődését fejezte ki az államhoz való eddigi kötődés helyett. (Ezt a címet a felkelt nép követelésére már XVI. Lajos király is használta 1789–1792 között). Az uralkodó új címét az 1830-as alkotmányban is rögzítették. A „júliusi monarchia” másik fontos új jelképe a francia trikolór elfogadása volt állami zászlóként, a Bourbon-restauráció fehér zászlója helyett. Az új király 1831-ig a Palais-Royalban lakott, majd családostul átköltözött a Tuileriák palotájába.

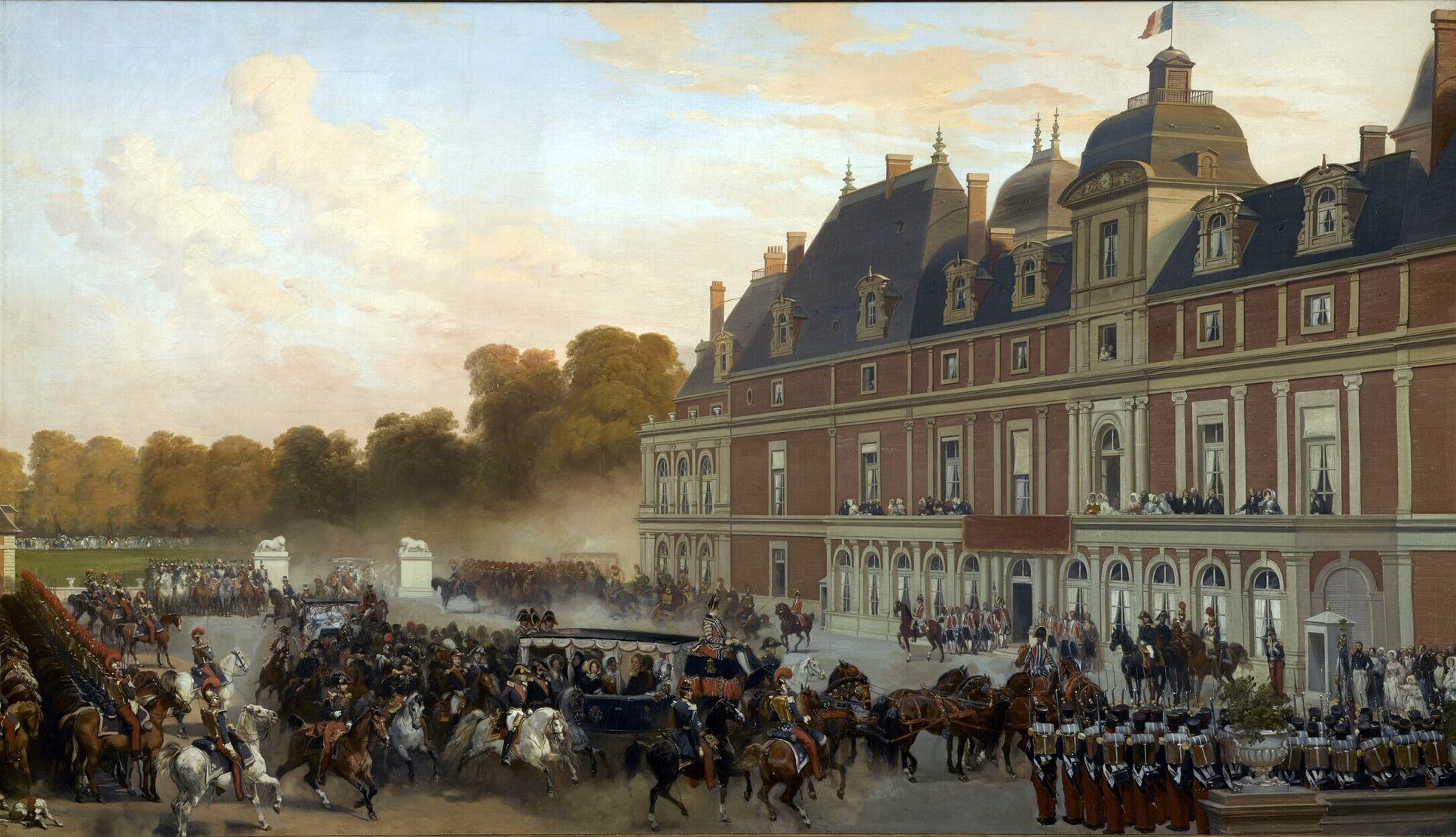
Viktória brit királynő látogatása az Eu kastélyban, 1843.

### A franciák királya

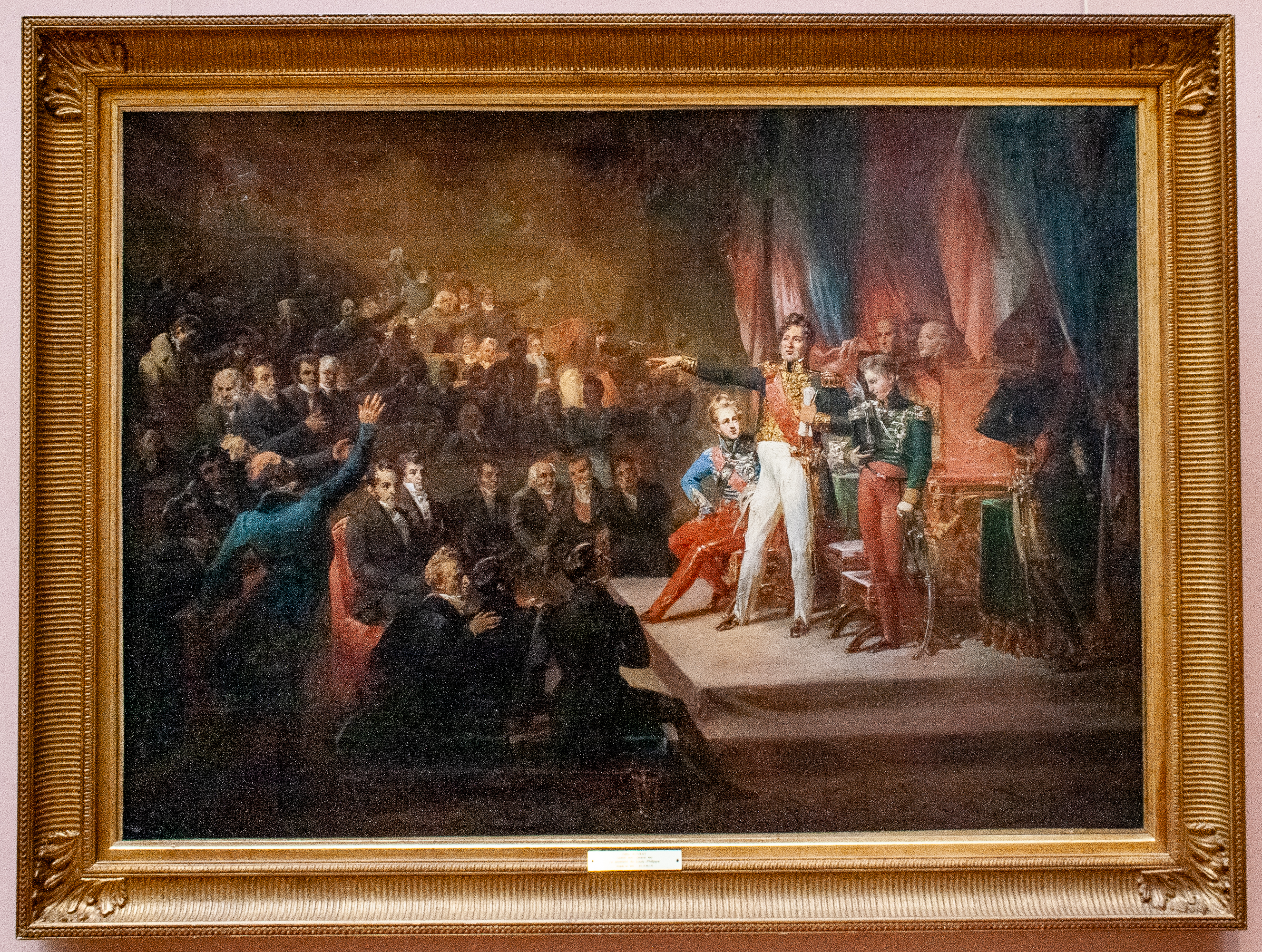
Lajos Fülöp esküje (Félix Auvray festménye a Valenciennes-i Szépművészeti Múzeumban)

A népfelkelés által hatalomra jutott Lajos Fülöp uralkodását a konzervatív európai királyi udvarok ellenségesen fogadták. Az új királyt gúnyosan a „barrikádok királyának” („roi des barricades”) vagy „polgárkirálynak” („roi bourgeois”) gúnyolták. Küzdenie kellett saját belső legitimista ellenzékével is: Az henriquinquistes [ejtsd: anrikenkiszt] csoport X. Károly unokáját, Henri d’Artois-t, Chambord grófját ismerte el királynak V. Henrik néven. A legitimisták másik csoportja továbbra is X. Károlyt tekintette uralkodónak, lemondását egyszerűen semmisnek tekintve. Chambord grófjának anyja, Berry hercegné 1832 júniusában Vendée-ban és Bretagne-ban legitimista felkelést robbantott ki, ezzel egyidőben köztársasági felkelés is kitört, mindkettőt katonai erővel kellett leverni.
Egyik leánya, Lujza Mária orléans-i hercegnő 1832-ben feleségül ment a Szász–Coburg–Gothai-házból származó I. Lipót belga királyhoz, és Belgium első királynéja lett.
1833-ban Lajos Fülöp elhatározta, hogy a versailles-i kastélyt a francia történelem múzeumává alakítja, amely az ancien régime, a forradalom, a napóleoni háborúk és a Bourbon-restauráció alatt véghez vitt francia katonai hódításoknak állít majd dicső emléket. Nagyon fontosnak tartotta ezt a vállalkozást, amellyel jelezhette a júliusi monarchia eltökéltségét a nemzeti megbékülésre. A kastély restaurálási munkáit Pierre François Léonard Fontaine építészre bízta, a 23 millió frankra rúgó költségeket saját civillistájából fizette, a műtárgyak kiválasztását személyesen ellenőrizte. Emellett saját használatára helyreállíttatta a Nagy-Trianon palotát. 1837 októberében itt ünnepelték meg leányának, Mária Krisztina királyi hercegnőnek és Alexander Friedrich von Württemberg hercegnek esküvői lakodalmát.
1834 áprilisában munkásfelkelések robbantak ki Párizsban, Lyonban, Marseille-ben, Vienne-ben, Châlons-sur-Marne-ban és Grenoble-ban. A királyi katonaság könyörtelen erőszakkal verte le lázadásokat. 1835. július 28-án a bonapartista Giuseppe Fieschi pokolgépes merényletet követett el a királyi család ellen, akik azonban sérülés nélkül vészelték át a robbanást. A merénylőt és társait 1836-ban halálra ítélték és kivégezték. A kemény intézkedések nyomán a júliusi monarchia rendszere gyorsan konszolidálódott.
1836-ban, a júliusi forradalom 6. évfordulójának alkalmából Lajos Fülöp király felavatta a párizsi Diadalívet (Arc de Triomphe de l’Étoile), amelynek falán, a háborút járt főtisztek listáján az ő neve is szerepelt. Erre a köztársasági hadseregben viselt tábornoki rangja, részvétele a forradalmi háborúkban, majd X. Károly király szolgálatában eltöltött évei adtak némi alapot.
1838-ban expedíciós hadsereget küldött Mexikóba. A vállalkozást „cukrászdaháború”-nak (Guerre de la pâtisserie) csúfolták, mivel azzal a nevetséges indokkal vezette, hogy egy Mexikóban élő francia cukrászt kiraboltak, ezért Lajos Fülöp 600 000 pesó kártérítést követelt. Mivel Santa Anna tábornok, az ország miniszterelnöke ezért a szánalmas incidensért nem akart fizetni, válaszul Lajos Fülöp hadat üzent Mexikónak. Végül Santa Anna és Lajos Fülöp megegyezést kötött, és a mexikóiak kifizették a kárt.
A háború után 1842-től a franciák megkezdtek a gyarmati berendezkedést Elefántcsontparton. 1843-ban – Rochet d’Héricourt közbenjárására – Franciaország barátsági és kereskedelmi szerződést kötött Szálé Szellasszié négussal (1795–1847), az etiópiai Soá (Shewa) tartomány (ma: Addisz-Abeba tartomány) királyával.
1844-ben megkötötték a francia–brit baráti és szövetségi szerződést. François Guizot miniszterelnök volt az első, aki a később híressé vált „Entente Cordiale” kifejezést használta Nagy-Britannia és Franciaország katonai együttműködésére. A két monarchia javuló kapcsolatát jelezte, hogy Lajos Fülöp két ízben is saját felső-normandiai kastélyában, Eu-ben (Château d’Eu) fogadta Viktória brit királynőt (1843-ban és 1845-ben), ő maga pedig 1844-ben tett hivatalos látogatást a brit uralkodó windsori kastélyában.
Uralkodásának első éveiben Lajos Fülöp szerény külsőségek között uralkodott, kerülte elődeinek kihívó megnyilvánulásait, a költséges pompát. Látszólagos egyszerű megjelenével a kis- és középpolgárság támogatását akarta megtartani. Eleinte élvezte alattvalói osztatlan tiszteletét, szeretettel emlegették a „polgártárs-király” (le roi citoyen) becenéven. Ahogy kormányzása egyre inkább monarchisztikus és konzervatív vonásokat öltött, népszerűsége gyorsan zuhant. A cenzúrát kijátszva gyilkos gúnyrajzok jelentek meg róla, ezek leghíresebbjeit Honoré Daumier készítette az erősen elhízott uralkodóról. 1832–1840 között hét merényletet kíséreltek meg ellene, legitimisták, bonapartisták és anarchisták, vegyesen.

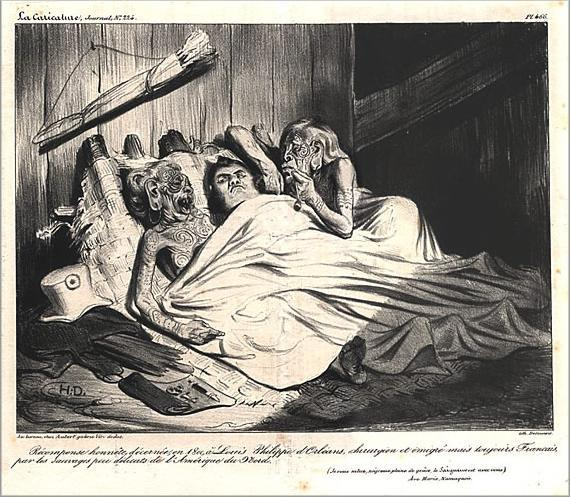
Daumier karikatúrája, 1800.
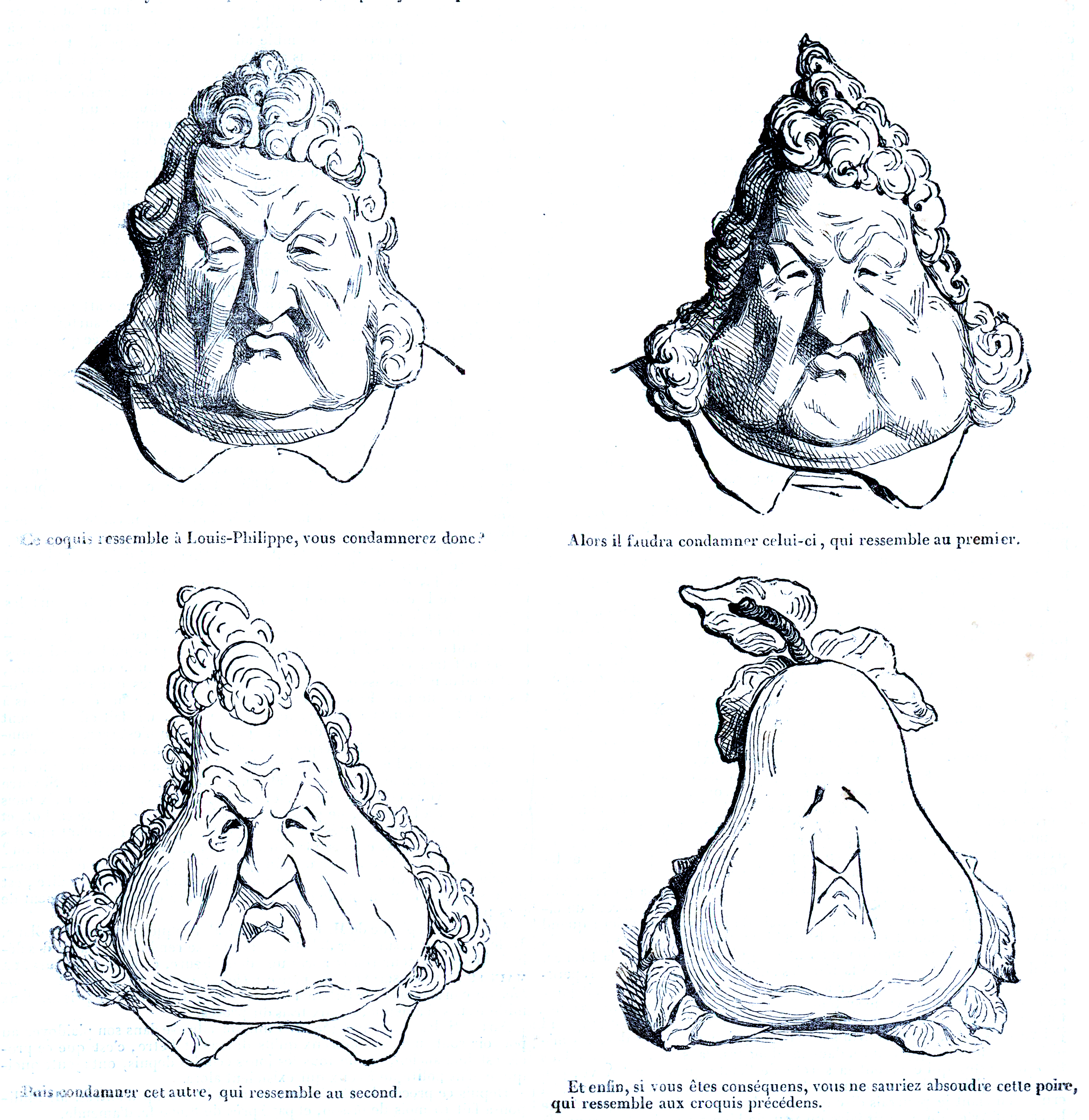
Philipon karikatúrája, 1832 körül.
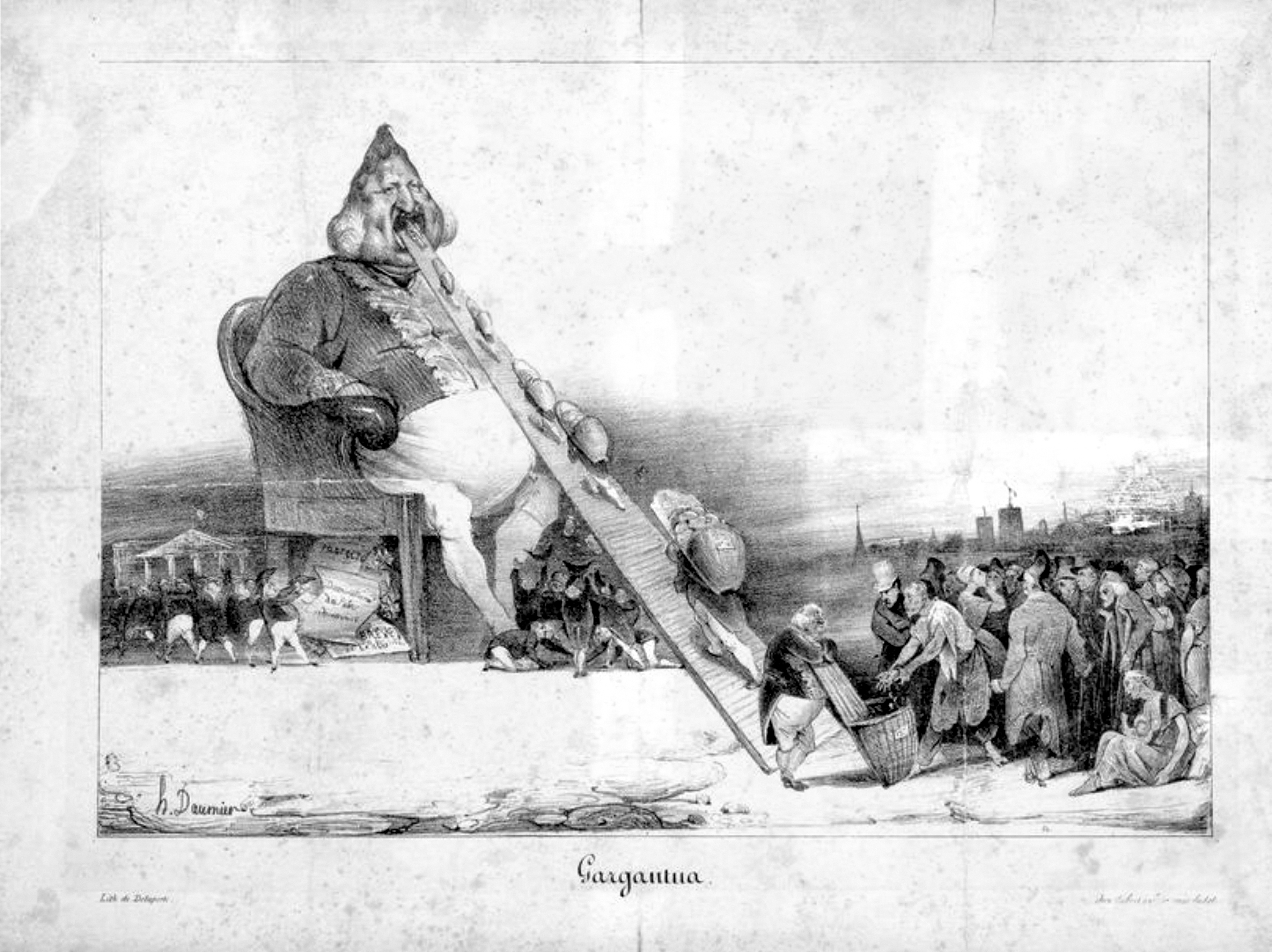
Daumier karikatúrája, 1840.
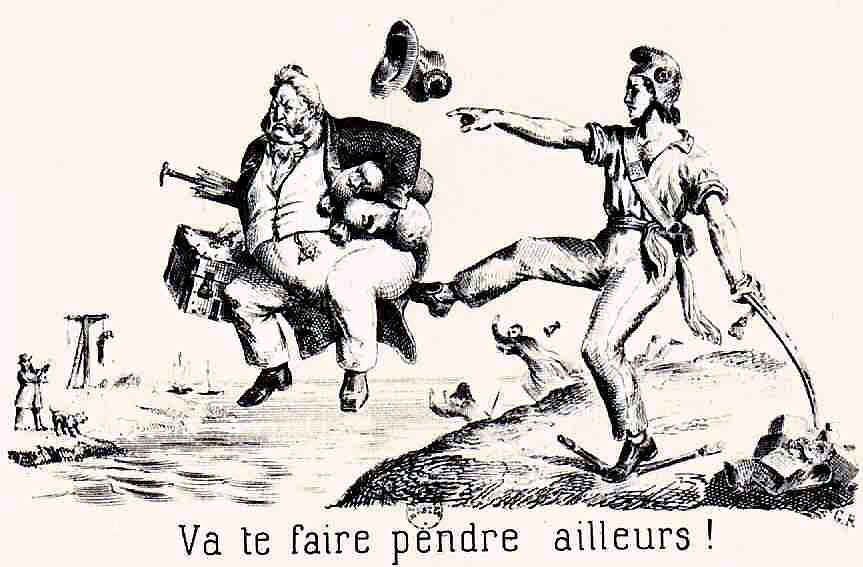
„G.R.” karikatúrája, 1848.

Lajos Fülöp, aki kezdetben Adolphe Thiers liberális Mozgalmát („Mouvement”) támogatta, hamarosan a konzervatív François Guizot-t nevezte ki miniszterelnökének. A szociális viszonyok iránt érzéketlen Guizot kormányzata az ipari forradalom tőkés vállalkozásait támogatta, a munkásosztály életkörülményei gyorsan romlottak, a jövedelmi különbségek az egekbe szöktek. 1846–ban gazdasági válság kezdődött, ennek nyomán a republikánus párt politikai szervezkedésbe fogott. A köztársaságiak nagygyűlései, a „bankettek” egyre több támogatót vonzottak. Amikor a király betiltotta az 1848. február 22-re tervezett bankettet, a republikánus párt nyílt lázadást hirdetett ellene.

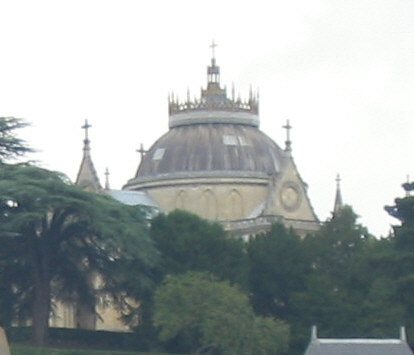
A dreux-i Szent Lajos kápolna

### Lemondása és száműzetése
Az 1848. februári polgári forradalom megdöntötte a francia monarchiát. Lajos Fülöp február 24-én lemondott, a trónt kiskorú unokájára, Philippe d’Orléans hercegre, Párizs grófjára (1838-1894) hagyta (az 1842-ben meghalt Ferdinand-Philippe orléans-i herceg fiára). A Nemzetgyűlés képviselői – engedve a radikális közvélemény nyomásának – elvetették az új uralkodó, VII. Fülöp megválasztását és még február 24-én a párizsi Városházán kikiáltották a II. Köztársaságot.
A lemondott Lajos Fülöp még jól emlékezett XVI. Lajos és Marie Antoinette sorsára. Álruhában, feleségével együtt elhagyta Párizst. „Mr és Mrs. Smith” álnév alatt utaztak, jelzés nélküli, egyszerű lovaskocsin. Angliába menekültek. Surrey grófságban, a Claremont House udvarházban telepedtek le, amelyet Viktória királynő bocsátott rendelkezésükre. Angliában felvették a „Neuilly grófja és grófnéja” címzetes rangot (titre de courtoisie).
Sohasem tértek vissza Franciaországba. Lajos Fülöp 1850. augusztus 26-án a Claremont House-ban elhunyt. Felesége, Mária Amália királyné 16 évvel élte őt túl, 1866. március 24-én halt meg. 1876-ban mindkettőjük testét hazaszállították, és az Orléans-család temetkezőhelyén, a dreux-i Szent Lajos Királyi Kápolnában temették el, amelyet még Lajos Fülöp bővíttetett ki az 1820-as években.
Kijelölt utódja, Philippe d’Orléans herceg és az ő leszármazottai, Párizs grófjai és hívei ma is fenntartják az Orléans-ház igényét a francia királyi trónra.

## Lásd még
- fr:Monarchie de Juillet A Júliusi Monarchia.
- fr:Attentats contre Louis-Philippe Ier Merényletek Lajos Fülöp ellen.